# الکترودیاگنوزیس
الکترودیاگنوزیس یک روش کسب اطلاعات دربارهٔ وضعیت وسلامت اندام‌های بدن به صورت غیر تهاجمی و با ثبت فعالیت الکتریکی آن‌ها یا اندازه گیری پاسخ آن‌ها به تحریکات الکتریکی خارجی است. مهم‌ترین روش الکترودیاگنوزیس الکترومیوگرافی است و اصولاً در بیمارستان‌ها وظیفه بخش الکترودیاگنوزیس انجام EMG و NCV است.

## کاربردها
الکترومیوگرافی، یا ماهیچه‌نگاری برقی (به انگلیسی: Electromyography)یا (EMG) تکنیکی است برای محاسبه و ضبط حالات عضلات بدن در مواقع انقباض و انبساط که از دستگاهی به نام ماهیچه‌نگار برقی که به نتایج آن ماهیچه‌نگاشت (Electromyogram) گفته می‌شود. ماهیچه‌نگاشت پالس‌های تولید شده از سلول‌های ماهیچه‌ای را در حالات انبساط و انقباض دریافت می‌کند.
الکتروکاردیوگرام (ECG) و الکتروانسفالوگرافی (EEG) را نیز می‌توان موارد دیگری از الکترودیاگنوزیس محسوب کرد.